# Jalová

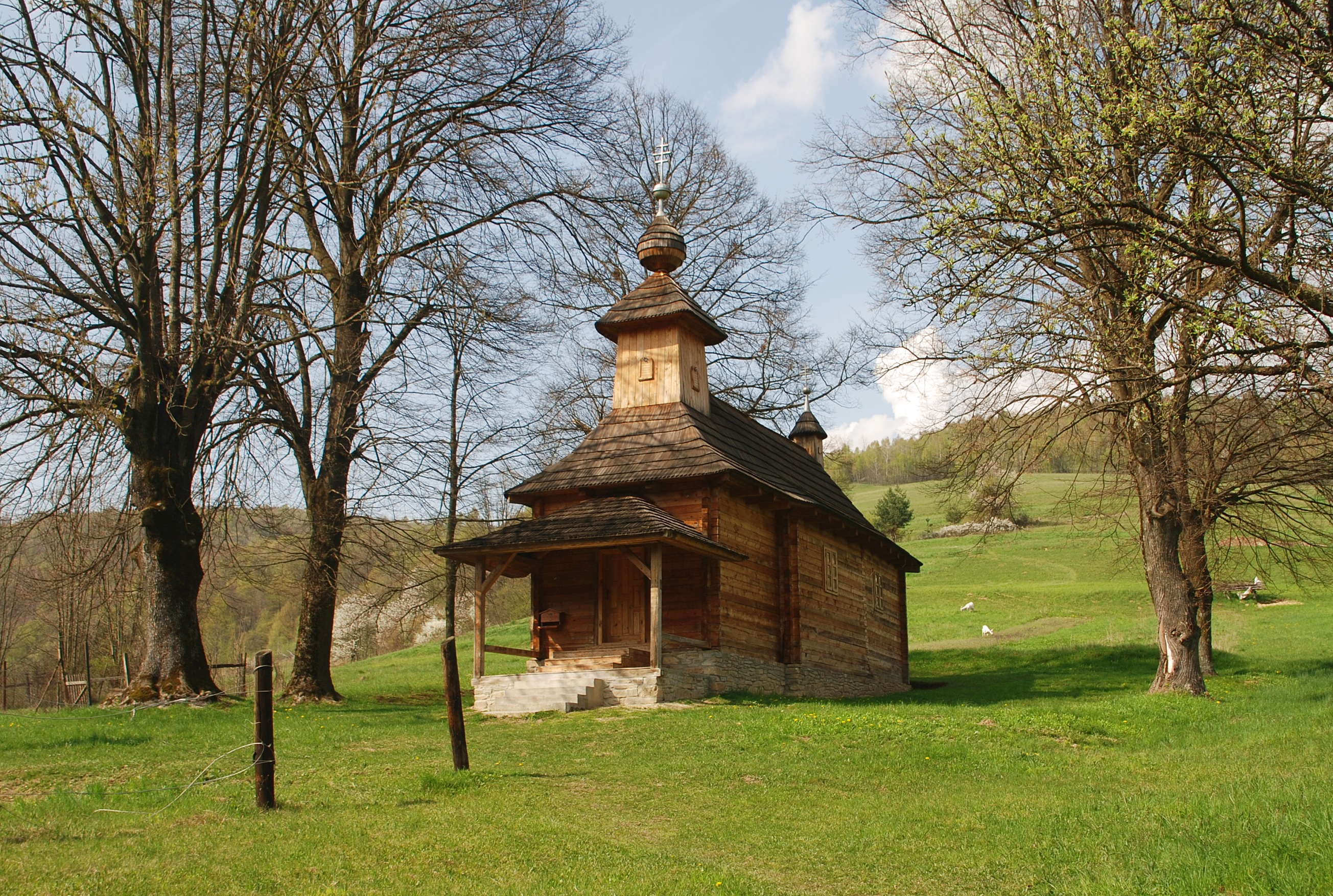
Cerkiew św. Jerzego

Jalová – wieś (obec) na Słowacji położona w kraju preszowskim, w powiecie Snina.
W miejscowości znajduje się zabytkowa drewniana cerkiew greckokatolicka św. Jerzego.

## Historia
Pierwsze wzmianki o miejscowości pochodzą z roku 1568.

## Ludność
Według danych z dnia 31 grudnia 2012, wieś zamieszkiwało 77 osób, w tym 33 kobiety i 44 mężczyzn.
W 2001 roku pod względem narodowości i przynależności etnicznej wieś zamieszkiwali wyłącznie Słowacy
Ze względu na wyznawaną religię struktura mieszkańców kształtowała się w 2001 roku następująco:
- Katolicy rzymscy – 1,16%
- Grekokatolicy – 33,72%
- Prawosławni – 62,79%
- Ateiści – 2,33%.

## Zabytki
- Drewniana cerkiew greckokatolicka św. Jerzego z 1792 roku. To cenny obiekt architektury drewnianej o unikatowej konstrukcji nie tylko na Słowacji, ale i w całych Karpatach.